# مازیم‌چای
مازیم‌چای (به لاتین: Mazımçay) یک منطقه مسکونی در جمهوری آذربایجان است که در شهرستان بالاکن واقع شده است.